# Talvirannanselkä
Talvirannanselkä är en sjö i kommunen Jockas i landskapet Södra Savolax i Finland. Sjön ligger 76,1 meter över havet. Arean är 1,82 kvadratkilometer och strandlinjen är 15,84 kilometer lång. Sjön  ingår i Vuoksens huvudavrinningsområde.   Den ligger omkring 36 kilometer öster om S:t Michel och omkring 230 kilometer nordöst om Helsingfors. 